# Joseph Li Hongguang
Joseph Li Hongguang (chiń. 李宏光, pinyin Lǐ Hóngguāng; ur. 15 lipca 1926 w Qiangcheng, zm. 13 grudnia 2006 w Xinjiang), chiński duchowny katolicki, prefekt Xinjiang (Jiangzhou).
Naukę w niższym seminarium duchownym rozpoczął w 1940, studiował w Pekinie, święcenia kapłańskie przyjął 21 marca 1953. W okresie rewolucji kulturalnej poddawany represjom, 15 lat spędził w więzieniu. Po uwolnieniu kontynuował pracę duszpasterską, był również nauczycielem języka angielskiego w seminarium pedagogicznym. W ramach zapewnienia wiernym środków utrzymania założył cegielnię. Przez wiele lat był proboszczem w wiosce Poli, gdzie znajduje się sanktuarium maryjne.
W 1994 został wikariuszem generalnym Xinjiang (Jiangzhou) w prowincji Shanxi, w 1996 koadiutorem tamtejszego prefekta apostolskiego Agostino Zheng Shouduo, który 14 maja 1996 udzielił mu sakry biskupiej. Po śmierci biskupa Zheng Shouduo 16 lipca 2006 został nowym prefektem apostolskim, zmarł jednak już pół roku później. Jako zwierzchnik diecezji był uznawany zarówno przez Stolicę Apostolską, jak i władze państwowe.